# Golden Raspberry Awards 1993
De Golden Raspberry Awards 1993 was het veertiende evenement rondom de uitreiking van de Golden Raspberry Awards. De uitreiking werd gehouden op 20 maart 1994 in het Hollywood Roosevelt Hotel voor de slechtste prestaties binnen de filmindustrie van 1993.

## Genomineerden en winnaars
| "Winnaar"* |

| Categorie | Nominaties |
| --- | ---------- |
| Slechtste film |            |
| Indecent Proposal (Paramount) |            |
| Body of Evidence (MGM-UA) |            |
| Cliffhanger (Orion |            |
| Last Action Hero (Columbia) |            |
| Sliver (Paramount) |            |
| Slechtste acteur |            |
| Burt Reynolds in Cop & 1/2 |            |
| Arnold Schwarzenegger in Last Action Hero |            |
| Robert Redford in Indecent Proposal |            |
| William Baldwin in Sliver |            |
| Willem Dafoe in Body of Evidence |            |
| Slechtste actrice |            |
| Madonna in Body of Evidence |            |
| Demi Moore in Indecent Proposal |            |
| Janet Jackson in Poetic Justice |            |
| Melanie Griffith in Born Yesterday |            |
| Sharon Stone in Sliver |            |
| Slechtste mannelijke bijrol |            |
| Woody Harrelson in Indecent Proposal |            |
| Chris O'Donnell in The Three Musketeers |            |
| John Lithgow in Cliffhanger |            |
| Keanu Reeves in Much Ado About Nothing |            |
| Tom Berenger in Sliver |            |
| Slechtste vrouwelijke bijrol |            |
| Faye Dunaway in The Temp |            |
| Anne Archer in Body of Evidence |            |
| Colleen Camp in Sliver |            |
| Janine Turner in Cliffhanger |            |
| Sandra Bullock in Demolition Man |            |
| Slechtste regisseur |            |
| Jennifer Lynch voor Boxing Helena |            |
| Adrian Lyne voor Indecent Proposal |            |
| John McTiernan voor Last Action Hero |            |
| Phillip Noyce voor Sliver |            |
| Uli Edel voor Body of Evidence |            |
| Slechtste scenario |            |
| Indecent Proposal, scenario door Amy Holden Jones, gebaseerd op de roman van Jack Engelhard                                                  |            |
| Body of Evidence, geschreven door Brad Mirman                                                                                                |            |
| Cliffhanger, scenario door Michael France en Sylvester Stallone, verhaal door France, gebaseerd op een verhaal van John Long                 |            |
| Last Action Hero, scenario door Shane Black & David Arnott, verhaal door Zak Penn & Adam Leff                                                |            |
| Sliver, scenario door Joe Eszterhas |            |
| Slechtste nieuwe ster |            |
| Janet Jackson in Poetic Justice |            |
| Austin O'Brien in Last Action Hero |            |
| Mason Gamble in Dennis the Menace |            |
| Norman D. Golden in Cop & 1/2 |            |
| Roberto Benigni in Son of the Pink Panther                                                                                                   |            |
| Slechtste originele lied |            |
| "Addams Family (WHOOMP!)" uit Addams Family Values, door Ralph Sall, Steve Gibson en Cecil Glenn                                             |            |
| "Big Gun" uit Last Action Hero, geschreven door Angus Young en Malcolm Young                                                                 |            |
| "(You Love Me) In All The Right Places" uit Indecent Proposal, muziek door John Barry, tekst door Lisa Stansfield, Ian Devaney & Andy Morris |            |

1980 ·
1981 ·
1982 ·
1983 ·
1984 ·
1985 ·
1986 ·
1987 ·
1988 ·
1989 ·
1990 ·
1991 ·
1992 ·
1993 ·
1994 ·
1995 ·
1996 ·
1997 ·
1998 ·
1999 ·
2000 ·
2001 ·
2002 ·
2003 ·
2004 ·
2005 ·
2006 ·
2007 ·
2008 ·
2009 ·
2010 ·
2011 ·
2012 ·
2013 ·
2014 ·
2015 ·
2016 ·
2017 ·
2018 ·
2019 ·
2020 ·
2021 ·
2022 ·
2023 ·
2024